# Redfoo
Stefan Kendal Gordy (Los Angeles, Californië, 3 september 1975), alias Redfoo, is een Amerikaanse rapper, zanger, danser, dj en producer. Hij maakte van 2006 tot en met 2012 deel uit van de groep LMFAO. In 2013 werd hij toegevoegd aan de jury van de Australische versie van het televisieprogramma The X Factor.

## Vroegere leven
Redfoo werd geboren op 3 september 1975, als zoon van Berry Gordy, Jr., oprichter van het platenlabel Motown, en Nancy Leiviska. Hij zat op school met Will.i.am en GoonRock. Hij studeerde af op de Palisades Charter High School, Los Angeles, in 1995.

## Carrière

### 1997–2006: beginnende muziekcarrière
In 1997 begon Redfoo met het schrijven en produceren van zijn eerste nummers en vormde hij een hiphopgroep met Dre Kroon. Datzelfde jaar kwam hun eerste album uit Balance Beam. De groep ging uit elkaar en Redfoo werkte een tijdje als handelaar. Hij hielp ook met het album van Defari: Focused Daily. In 2004 maakt hij het liedje I Gotta Know samen met Figgkidd en Tech N9ne, dat op 50 kwam in de Australische hitlijsten.

### 2006–2012: LMFAO
Samen met zijn neef SkyBlu richtte hij de groep LMFAO op, in 2006. Ze brachten toen ook hun eerste single uit: I'm in Miami Bitch. Ze waren samen met Chris Willis en Fergie te horen in het nummer Gettin' Over You van de Franse dj David Guetta, in 2010. Het nummer kwam op 1 in Frankrijk, Schotland en in het Verenigd Koninkrijk. Het tweede album van LMFAO kwam in 2010, genaamd Sorry for Party Rocking. Op het album stonden onder meer de hits Party Rock Anthem, Sexy and I Know It, Sorry for Party Rocking en Champagne Showers.

### 2012–heden: solocarrière
Redfoo werkte ook voor het album van Pitbull en Carly Rae Jepsen. Ook was hij te zien in de videoclip van Live My Life van Far East Movement en Justin Bieber, en was hij te horen in het nummer Run van rapper Flo Rida. In 2012 bracht hij zijn eerste solo-single uit: Bring Out the Bottles. In 2013 zou zijn eerste solo-album verschijnen genaamd I'm Getting Drunk! Dit is nooit uitgebracht. In 2013 bracht hij wel nog twee nummers uit: I'll Award You with My Body en Let's Get Ridiculous.

### Overig
Redfoo presenteerde in 2013 de MTV Europe Music Awards in Amsterdam.

## Discografie

### Singles
| Single met eventuele hitnotering(en) in de Nederlandse Top 40 | Datum van verschijnen | Datum van binnenkomst | Hoogste positie | Aantal weken | Opmerkingen                 |
| ------------------------------------------------------------- | --------------------- | --------------------- | --------------- | ------------ | --------------------------- |
| Bring Out the Bottles                                         | 2012                  | 12-01-2013            | tip2            | -            | Nr. 86 in de Single Top 100 |
| Let's Get Ridiculous                                          | 2013                  | -                     |                 |              | Nr. 97 in de Single Top 100 |

| Single met hitnotering(en) in de Vlaamse Ultratop 50 | Datum van verschijnen | Datum van binnenkomst | Hoogste positie | Aantal weken | Opmerkingen |
| ---------------------------------------------------- | --------------------- | --------------------- | --------------- | ------------ | ----------- |
| Bring Out the Bottles                                | 2013                  | 19-01-2013            | tip12           | -            |             |
| Let's Get Ridiculous                                 | 2013                  | 23-11-2013            | 31              | 5            |             |
| New Thang                                            | 2015                  | 01-08-2015            | tip7            | -            |             |

- Gemeinsame Normdatei: 1097617629
- International Standard Name Identifier: 0000 0003 7257 9464
- Library of Congress Control Number: no2012106583
- MusicBrainz: 92781466-f1a9-4ffc-9143-d65a2c77fd64
- Virtual International Authority File: 252249850